# گرت جونز (روزنامه‌نگار)
گرت جونز (انگلیسی: Gareth Jones؛ ۱۳ اوت ۱۹۰۵ – ۱۲ اوت ۱۹۳۵) روزنامه‌نگار اهل بریتانیا بود. که در مارس ۱۹۳۳ برای اولین بار در جهان غرب، بدون تقلید و با نام خود، وجود قحطی در ۱۹۳۲–۱۹۳۳ شوروی، از جمله هولودومور را گزارش کرد.
فیلم آقای جونز با اقتباس از زندگی گرت جونز ساخته شده‌است.